# Веди свій плуг понад кістками мертвих
«Веди свій плуг понад кістками мертвих» (пол. Prowadź swój pług przez kości umarłych) — роман відомої польської письменниці Ольги Токарчук, вперше виданий 2009 року, а 2011 року перекладний українською Боженою Антоняк. Одразу після виходу роман викликав бурхливі дискусії. Перекладений на 27 мов.

## Нагороди на номінації
Роман отримав найпрестижнішу книжкову премію Польщі «Ніке» (2008)
Роман потрапив у короткий список Міжнародної Букерівської премії 2019 року.

## Сюжет
Роман розповідає про серію загадкових вбивств місцевих мешканців. Головна героїня — Яніна Душейко — у минулому інженер, яка зараз навчає англійської дітей у сільській школі, а також сторожує дачні будиночки. Звичайна жінка, яка цікавиться астрологією й перекладає поезію Вільяма Блейка. Коли починають знаходити вбитих і поліція розпочинає розслідування цих вбивства, Яніна намагається допомогти поліції, стверджуючи, що за злочини відповідальні тварини, які помстилися браконьєрам і мисливцям.

## Українське видання
Ольга Токарчук. Веди свій плуг понад кістками мертвих / Переклад з польської Божени Антоняк. — Львів: Урбіно, 2011. — 236 с.

## Екранізація
«Слід звіра» (2017) — кримінальний фільм-драма 2017 року, поставлений польською режисеркою Агнешкою Голланд за романом «Веди свій плуг понад кістками мертвих» польської письменниці Ольги Токарчук. Прем'єра стрічки відбулася 12 лютого 2017 року на 67-му Берлінському міжнародному кінофестивалі, де вона брала участь в конкурсній програмі та змагалася за головний приз — Золотий ведмідь .

## Рецензії
- Альбіна Позднякова. Веди свій плуг понад кістками мертвих (04.2011) / Критика[1]
- Віктор Неборак. Ольга Токарчук, якої нам бракує [Архівовано 25 березня 2022 у Wayback Machine.] (22.04.2011) / Молодий Буковинець[2]
- Костянтин Родик. Детектив під знаком нептуна [Архівовано 5 березня 2016 у Wayback Machine.] (27.04.2011) / Україна молода[3]
- Олена Галета. Антропос, топос, тропос, чи Народження антропологічного роману? [Архівовано 10 листопада 2019 у Wayback Machine.] (20.10.2011) / ЛітАкцент[4]
- Андрій Кокотюха. «Зелена» варта [Архівовано 15 листопада 2019 у Wayback Machine.] (14.02.2012) / Буквоїд[5]
- Наталка Малетич. Ювілейне прочитання Ольги Токарчук [Архівовано 5 березня 2022 у Wayback Machine.] (20.02.2012) / ЗахідНет[6]
- Анна Золотнюк. Повівши свій плуг… (19.10.2012) / Вільне життя[7]
- Люба Якимчук. Роман на трьох персон [Архівовано 28 лютого 2022 у Wayback Machine.] (24.01.2013) / Друг читача[8]
- Олександра Доморосла. Куди веде свій плуг польська письменниця Ольга Токарчук (8.02.2017) / Доморосла та книги